# Love Hate
Love Hate è il primo album discografico in studio del cantautore e produttore statunitense The-Dream, pubblicato nel 2007.

## Tracce
1. Shawty Is Da Shit (feat. Fabolous) – 4:22 (Carlos McKinney, Terius Nash, John Jackson)
2. I Luv Your Girl – 4:27 (Nash, Christopher Stewart)
3. Fast Car – 4:50 (McKinney, Nash)
4. Nikki – 4:05 (Nash, Stewart)
5. She Needs My Love – 4:29 (Nash, Stewart)
6. Falsetto – 4:31 (Nash, Stewart)
7. Playin' in Her Hair – 3:14 (McKinney, Nash)
8. Purple Kisses – 5:13 (McKinney, Nash)
9. Ditch That... – 5:00 (Nash, Stewart)
10. Luv Songs – 4:42 (McKinney, Nash)
11. Livin' a Lie (feat. Rihanna) – 4:16 (McKinney, Nash, Stewart)
12. Mama – 4:01 (Nash, Stewart)

## Classifiche
| Classifica (2008)          | Posizione raggiunta |
| -------------------------- | ------------------- |
| USA Billboard 200          | 30                  |
| USA Top R&B/Hip-Hop Albums | 5                   |